# بوتش جونسون (نبال)
بوتش جونسون (بالإنجليزية: Butch Johnson) هو نبال أمريكي، ولد في 30 أغسطس 1955 في ورسستر في الولايات المتحدة.

## وصلات خارجية
- بوتش جونسون على موقع الاتحاد الدولي للرماية بالسهام (الإنجليزية)
- بوتش جونسون على موقع اللجنة الأولمبية الدولية (الإنجليزية)
- بوتش جونسون على موقع أوليمبيديا (الإنجليزية)